# 551 î.Hr.
Milenii: Mileniul al II-lea î.Hr. - Mileniul I î.Hr. - Mileniul I
Secole: Secolul al VII-lea î.Hr. - Secolul al VI-lea î.Hr. - Secolul al V-lea î.Hr.
Decenii: Anii 600î.Hr. Anii 590.Hr. Anii 580.Hr. Anii 570 î.Hr. Anii 560 î.Hr. - Anii 550 î.Hr. - Anii 540 î.Hr. Anii 530 î.Hr. Anii 520 î.Hr. Anii 510 î.Hr. Anii 500 î.Hr.
Ani: 551 î.Hr. | 550 î.Hr. | 549 î.Hr. | 548 î.Hr. | 547 î.Hr. | 546 î.Hr. | 545 î.Hr. | 544 î.Hr. | 543 î.Hr. | 542 î.Hr. | 541 î.Hr.

## Nașteri

### Septembrie
- Confucius, filozof chinez (d. 479 î.Hr.)

## Decese
- Zoroaster, profet religios persan (dată aproximativă)